# لإنقاذ الإنسانية
لإنقاذ الإنسانية هي مجموعة تضم 96 مقالة حول الصحة العالمية في عام 2015، وهي من تأليف مجموعة من المؤلفين الذين يتشكلون من رؤساء الدول ونجوم السينما والعلماء في الجامعات الرائدة والناشطين والفائزين بجائزة نوبل. وقد سئل كل مساهم نفس السؤال: «ما هو أهم شيء بالنسبة لمستقبل الصحة العالمية على مدار الخمسين عاما القادمة؟». تم تحرير المجموعة بواسطة جوليو فرينك وستيفن جي.هوفمان.
| جوليو فرينك وستيفن هوفمان | رئيس التحرير      |
| الولايات المتحدة          | الدولة            |
| الإنجليزية                | اللغة             |
| مقالات غير خيالية         | النوع الأدبي      |
| 2005                      | سنة النشر         |
| مطبعة جامعة أوكسفورد      | الناشر            |
| ISBN                      | 978-0-19-022154-6 |

## استقبال
وصف مختبر الإستراتيجية العالمية المجموعة بأنها «لا مثيل لها» واعتبرها «مقدمة حول القضايا الرئيسية في عصرنا وكمخطط للصحة والتنمية لما بعد عام 2015»، وضمها إلى مؤتمرهم السنوي. وضم صندوق التأثير الصحي أيضا المجموعة إلى مؤتمرهم. وصف ذا لانسيت الكتاب بأنه «شهادة على تعقيد السياسة الصحية العالمية»، واعتبره بمثابة «تذكير بأن اتساع نطاق المشاركة الفردية والمؤسسية في مجال الصحة العالمية لا يمكن تحقيقه بالكامل من خلال مجموعة واحدة من الأهداف العالمية». وقد أعاد فوكس نشر العديد من المقالات مجانا عبر الإنترنت كجزء من سلسلة بعنوان «تغيير واحد لإنقاذ العالم».